# Deeringothamnus
Deeringothamnus là chi thực vật có hoa trong họ Annonaceae.